# 建设广场站

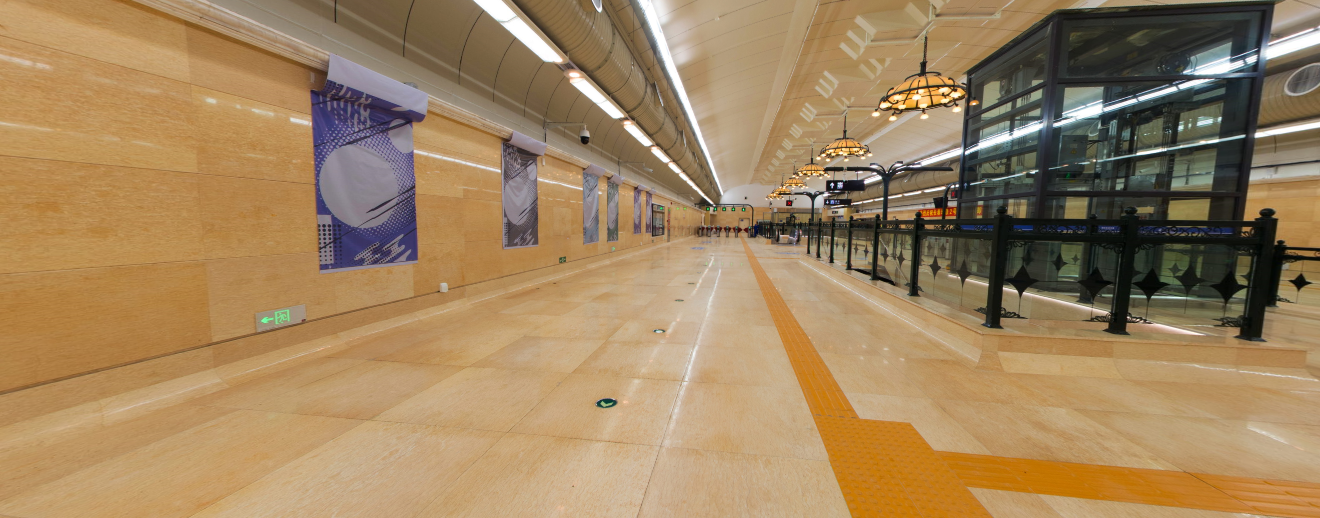
建设广场站站厅

建设广场站位于吉林省长春市朝阳区，是长春轨道交通2号线车站。

## 车站结构
车站形式为岛式二层车站，地下一层为一站厅，地下二层为二号线站台。车站設有全高屏蔽门。

### 车站楼层
| 地面              | 出入口 | A、B、C、D出入口                                                                                                |
| 地下一层          | 站厅   | 客服中心、自动售票机、验票机                                                                                    |
| 地下二层          | 站台   | \| \| \| █ 2号线往汽车公园（解放桥） \| \| 島式 · 開左邊车门 \| \| \| \| \| \| █ 2号线往东方广场（文化广场） \| |
|                   |        | █ 2号线往汽车公园（解放桥）                                                                                     |
| 島式 · 開左邊车门 |        | |
|                   |        | █ 2号线往东方广场（文化广场）                                                                                   |

### 车站出口
车站设置1个出入口，D口位于建设街东侧，解放大路南侧。
|          |      |                     |                           |  |
| 出口编号 | 照片 | 出口指示            | 建议前往的目的地          |  |
| 出口 · D |      | 建设街东 解放大路南 | 松辽委 吉林省证照办理中心 |  |

## 公交换乘
本站可换乘公交9、25、104、152、221、240、286、288路建设广场站。

## 歷史
- 2018年8月30日 - 2号线开通运营。[1]